# Patricia Acioli
Patrícia Lourival Acioli (14 de febrero de 1964, Niterói, 12 de agosto de 2011, ibíd.) fue una jueza brasileña. Como tal, actuaba en la represión del crimen organizado y, principalmente, de policías corruptos. También se destacaba su accionar, como feminista, a favor de los derechos humanos de mujeres golpeadas. Falleció el 12 de agosto de 2011, asesinada por policías corruptos que estaban siendo juzgados por ella.

## Carrera
En 1992, Patricia Acioli ingresó al poder judicial, en el Servicio Jurídico. Desde 1999, había accedido al Juzgado de la Cuarta Sección Criminal de São Gonçalo, Río de Janeiro. Se caracterizaba por aplicar duras penas contra los traficantes de drogas, gánsteres y policías corruptos. Debido a sus procedimentos legales, ya había recibido varias amenazas de muerte.
En la noche del 11 de agosto de 2011, Patricia retornaba en su vehículo de Tribunales de São Gonçalo, donde trabajaba, hacia su casa, en el Barrio de Piratininga, en la ciudad de Niterói. Al llegar a su residencia, fue asesinada por dos hombres enmascarados, en motocicleta, con "por lo menos dieciséis tiros". Carecía de protección policial. Fue enterrada en Niteroi, dejando tres hijos.
El asesinato de Patricia repercutió en todo el Brasil. El presidente del Supremo Tribunal Federal describió el alevoso acto como "un ataque al gobierno brasileño y a la democracia." El Tribunal ordenó una investigación a cargo de la Policía Federal.
A pesar de ser Jueza Criminal, Patricia también se perfeccionó en Derecho Civil en el Centro Universitario Augusto Motta - UNISUAM en la década de 1990.

## Memorial

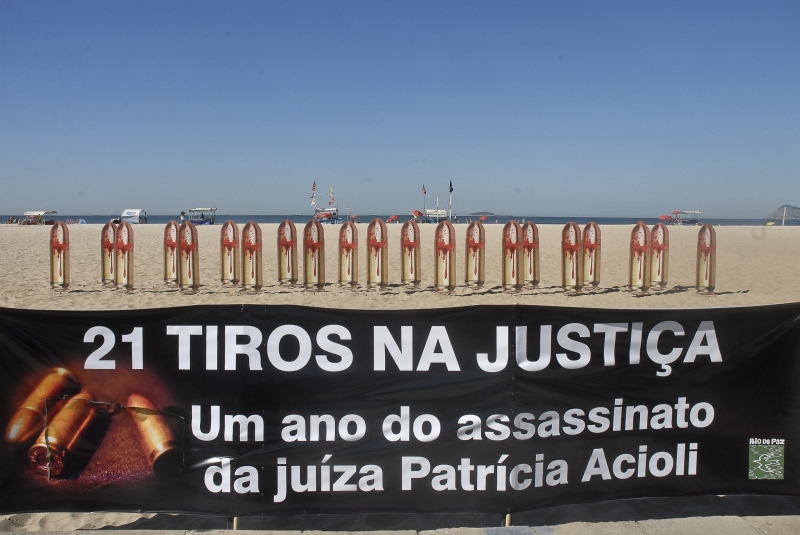
Manifestación para recordar el fallecimiento de la jueza y llamar la atención sobre el caso a las autoridades, 10 de agosto de 2012

El 12 de septiembre de 2011, a un mes del asesinato de Patrícia, se realizó una ceremonia en su homenaje en la Playa de Icaraí, en Niterói. En esa ocasión, fue inaugurada una placa de bronce enfrente a un árbol, con la siguiente frase inscrita: 

"Em memória da corajosa brasileira que, em dias de menosprezo da vida e impunidade, combateu com autonomia o crime organizado no Rio de Janeiro" (En memoria de la valerosa brasileña que, en días de menosprecio por la vida y de impunidad, combatió con autonomía el crimen organizado de Rio de Janeiro).

El 10 de agosto de 2012, la ONG "Rio de Paz" promovió un acto para recordar y honrar la muerte de la jueza. Fueron colocadas veintiún fotos de balas de revólver con manchas de sangre, teniendo aproximadamente 5 dm de altura en la Playa de Copacabana. En una de ellas, estaba inscripto: "21 tiros en la Justicia: un año de la muerte de la jueza Patricia Acioli".

## Juzgamiento de los asesinos
El cabo de policía militar Sergio Costa Jr. fue sentenciado a 21 años en prisión por asesinato triplemente calificado y asociación ilícita. Fue juzgado antes, ya que ayudó a la policía con información y por lo tanto la pena se le redujo. La madre de la jueza, Marli, de 76 años, estaba sumamente emocionada con el veredicto y fue apoyada por sus familiares. La familia pide más rigor en la condena de los otros diez acusados.